# 平塚富士見カントリークラブ
平塚富士見カントリークラブ（ひらつかふじみカントリークラブ）は、神奈川県足柄上郡中井町に広がるゴルフ場である。

## 概要
平塚富士見カントリークラブは、1962年（昭和37年）7月15日、大森薬品株式会社（現・オオモリ薬品株式会社）によって開場され、その後、「株式会社レイクウッドコーポレーション」によって運営されている。コースの設計は、日本緑化土木株式会社、施工は大成建設株式会社が行った。コースからは、富士山や丹沢・箱根が一望できる丘陵コース。平塚コースは、フェアウェイは広いが戦略的な技術を求めるコースで、大磯コースは、フェアウェイの距離は長いがなだらかな丘陵コースである。

## 所在地
〒259-0151 神奈川県足柄上郡中井町井ノ口537番地

## コース情報
- 開場日 - 1962年7月15日
- 設計者 - 日本緑化土木株式会社
- 面積 - 1,480,000m2（約44.7万坪）
- コースタイプ - 丘陵コース
- コース - 平塚コース18ホール 6,685ヤード、大磯コース18ホール 6,685ヤード
- コースレート - 平塚コース 71.2、大磯コース 71.4
- グリーン - 2グリーン、ベント（ペンクロス）
- フェアウエイ - コーライ
- ラフ - ノシバ
- プレースタイル - 乗用カート(5人乗り)リモコン式、全組キャディ付き
- 練習場 - 16打席 240ヤード
- 休場日 - 毎週月曜日、12月31日、1月1日（月曜日が祝日の場合は翌日が定休日） [1][3]

## クラブ情報
- ハウス面積 - 7,158m2（2,165.2坪）
- ハウス設計 - ザイゾン設計事務所
- ハウス施工 - 大成建設株式会社[3][4]

## ギャラリー
- コース - 「平塚富士見カントリークラブ」、コースガイド
- ハウス - 「平塚富士見カントリークラブ」、施設案内

## 交通アクセス
鉄道
- 東海道線 (JR東日本) - 二宮駅北口よりクラブバス利用 約20分
- 小田急小田原線 - 秦野駅南口よりクラブバス利用 約15分

道路
- 東名高速道路 - 秦野中井ICより 5km 約3分[5]

## 関連文献
- 『マイクロ・ナノバブル調査総覧 2006年版』、名古屋 トータルビジョン研究所、2006年9月、2020年7月9日閲覧
- 『ゴルフ場ガイド 東版』2006-2007、「平塚富士見カントリークラブ（神奈川県）」、東京 ゴルフダイジェスト社、2006年5月、2020年7月9日閲覧